# Alekszej Vlagyimirovics Tyerescsenko
Alekszej Vlagyimirovics Tyerescsenko (oroszul: Алексей Владимирович Терещенко; Moszkva, 1980. december 16. –) orosz profi jégkorongozó, háromszoros világbajnok.

## Karrier
Komolyabb karrierjét az orosz másodosztályban kezdte 1998-ban a Gyinamo Moszkva 2-ben de a szezon végén 1999-ben már egy mérkőzés erejéig felkerült az első osztályba. A 2000-es NHL-drafton a Dallas Stars választotta ki a harmadik kör 91. helyén. 2005-ig a Gyinamo Moszkva tagja volt, de egyszer 2001–2002-ben egy mérkőzésre lekerült a harmadosztályba. 2005-ben átigazolt a Kazany csapatába. Ebben a csapatban 2007-ig játszott, majd a Szalavat Julajev Ufába került, ahol két szezont játszott és élete legjobb szezonját érte el 55 mérkőzésen 58 ponttal és +41-es mutatóval. 2009–2010-ben visszaigazolt a Kazany csapatába és ebben az évben KHL-bajnok lett. 2010–2011-ben csak a keleti konferencia negyeddöntőig jutottak. A következő évben az alapszakasz után ismét elvéreztek a negyeddöntőben.

## Nemzetközi karrier
A 2000-es U20-as jégkorong-világbajnokságon képviselte a hazáját és hét mérkőzésen nyolc pontot szerzett. Legközelebb csak nyolc évvel később, 2008-ban ölthette magára a válogatott mezt és ekkor a felnőtt válogatottal világbajnok lett. Egy évvel később, 2009-ben ismét világbajnok lett az orosz csapattal. 2010-ben egymás után harmadjára jutottak be a világbajnoki döntőbe, de ott a cseh válogatott legyőzte őket, így csak ezüstérmesek lettek. 2011-ben a bronzéremért játszottak a világbajnokságon és ismét a csehekkel, akik 7-4-re legyőzték őket. A következő évben, 2012-ben megnyerte harmadik világbajnoki címét is.

## Karrier statisztika

### Válogatott
| Év                  | Csapat              | Esemény               | Eredmény            |    | MSz | G  | A  | P  | B |
| ------------------- | ------------------- | --------------------- | ------------------- | -- | --- | -- | -- | -- | - |
| 2000                | Oroszország         | U20-as világbajnokság | Ezüstérem           | 7  | 3   | 5  | 8  | 2  |   |
| 2008                | Oroszország         | Világbajnokság        | Aranyérem           | 9  | 2   | 4  | 6  | 2  |   |
| 2009                | Oroszország         | Világbajnokság        | Aranyérem           | 9  | 3   | 2  | 5  | 6  |   |
| 2010                | Oroszország         | Világbajnokság        | Ezüstérem           | 9  | 0   | 1  | 1  | 4  |   |
| 2011                | Oroszország         | Világbajnokság        | 4. hely             | 8  | 1   | 0  | 1  | 2  |   |
| 2012                | Oroszország         | Világbajnokság        | Aranyérem           | 10 | 2   | 1  | 3  | 2  |   |
| 2013                | Oroszország         | Világbajnokság        | 6. hely             | 8  | 1   | 4  | 5  | 2  |   |
| 2014                | Oroszország         | Olimpia               | 5. hely             | 5  | 1   | 2  | 3  | 2  |   |
| Felnőtt összesített | Felnőtt összesített | Felnőtt összesített   | Felnőtt összesített | 58 | 10  | 14 | 24 | 20 |   |

## Díjai
- Orosz bajnok: 2000, 2005, 2006, 2008, 2010
- Európai kupa: 2006, 2007
- KHL All-Star Gála: 2009
- KHL All-Star Csapat: 2009
- Junior világbajnoki ezüstérem: 2000
- Világbajnoki aranyérem: 2008, 2009, 2012
- Világbajnoki ezüstérem: 2010